# Landschaftsschutzgebiet Haferbachtal

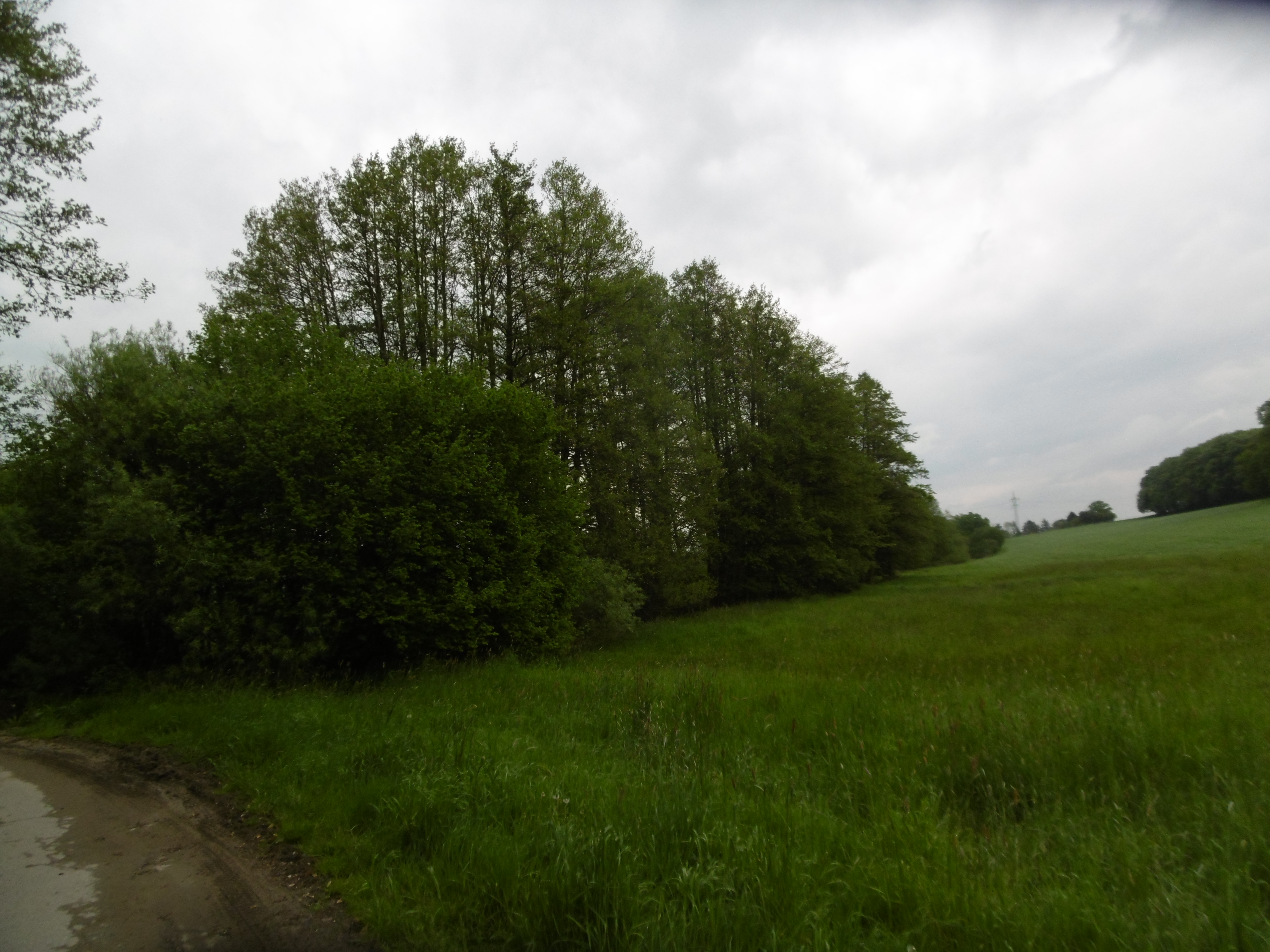
Landschaftsschutzgebiet Haferbachtal

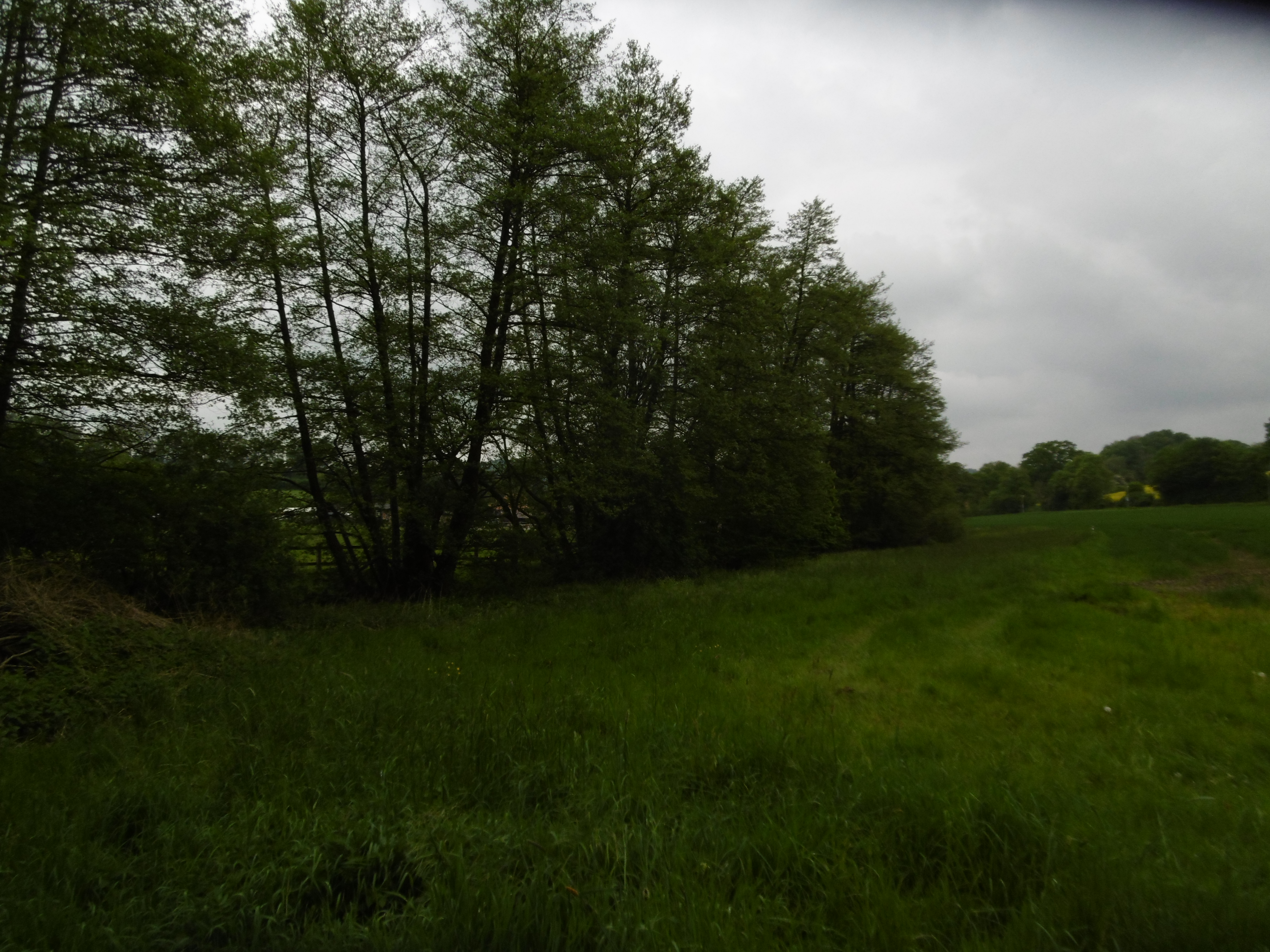
Südlichster Bereich vom Landschaftsschutzgebiet Haferbachtal

Das Landschaftsschutzgebiet Haferbachtal mit etwa 8,4 ha Flächengröße liegt nördlich von Währentrup im Stadtgebiet von Oerlinghausen. Es wurde 2001 mit dem Landschaftsplan  Nr. 2 Leopoldshöhe/Oerlinghausen-Nord durch den Kreistag des Kreises Lippe als Landschaftsschutzgebiet (LSG) ausgewiesen. Das LSG ist meist vom Landschaftsschutzgebiet Bielefelder Osning mit Teutoburger Wald und Osning Vorbergen sowie Ravensberger Hügelland umgeben. Das LSG grenzt im Norden an die Stadtgrenze von Lage und das Landschaftsschutzgebiet Wald- und Wiesenkomplex Münterburg.

## Beschreibung
Das LSG umfasst Teilbereiche des naturnah mäandrierenden Haferbaches mit bachbegleitendem Üfergehölzen und angrenzendem Grünland. Am Haferbach Ufergehölze mit Erlen und Weiden und bachbegleitenden artenreiche Hochstaudenfluren. Im Ufergehölzsaum stehen Eichenaltbäume. Im Nordosten des LSG ist eine Obstwiese mit ins Landschaftsschutzgebiet Haferbachtal einbezogen. Das LSG ist im Westen und Osten von Ackerflächen umgeben.

## Schutzzwecke für das LSG
Laut Landschaftsplan erfolgte die Ausweisung des LSG
- „zur Erhaltung und Wiederherstellung der Leistungsfähigkeit des Naturhaushaltes mit seinen vielfältigen Funktionen Wasserschutz, Klimaschutz, Bodenschutz, Biotop- und Artenschutz in einem durch Siedlungsbereiche, Streubebauung und Verkehr stark beanspruchten und z.T. beeinträchtigten Raum,“
- „zur Erhaltung der Nutzungsfähigkeit der Naturgüter,“
- „zur Erhaltung und Entwicklung des für den Planungsraum typischen Landschaftsbildes mit seinen prägenden Tälern, naturnahen Waldbeständen, geomorphologischen Ausprägungen und gliedernden und belebenden Elementen,“
- „zur Erhaltung und Sicherung der besonderen Bedeutung des Planungsraumes für die Erholung.“[1]

## Rechtliche Vorschriften
Im Landschaftsschutzgebiet ist unter anderem das Errichten von Bauten und Fischteichen verboten. Grün- und Brachland darf nicht in eine andere Nutzungsart umgewandelt oder umgebrochen werden. Es ist auch verboten Hunde frei laufen zu lassen. ausgenommen ist die ordnungsgemäße Jagd, Hof- und Gartenbereiche und der Einsatz von Hütehunden im Rahmen einer Beweidung.

## Schutzwürdiger Biotop Haferbachtal nördlich Währentrup
Das Landschaftsschutzgebiet Haferbachtal ist flächenmäßig fast identisch mit dem Schutzwürdigem Biotop Haferbachtal nördlich Währentrup (BK-4018-374) und 5,24 ha Flächengröße. Das Fachinformationssystem vom Landesamt für Natur, Umwelt und Verbraucherschutz Nordrhein-Westfalen führt zum Wert des Bachtales aus: „Das Bachtal ist von lokaler Bedeutung als Refugial- und Trittsteinbiotop vor allem für hygrophile Arten.“

## Pflanzenarten im LSG
Das Landesamt für Natur, Umwelt und Verbraucherschutz Nordrhein-Westfalen dokumentierte im Biotop Haferbachtal nördlich Währentrup und damit im LSG Pflanzenarten wie: Behaarte Segge, Blaugrüne Binse, Flatter-Binse, Gänsefingerkraut, Gewöhnlicher Blutweiderich, Große Bibernelle, Große Brennnessel, Hain-Sternmiere, Kleinblütiges Weidenröschen, Kohl-Kratzdistel, Riesen-Schwingel, Rohrglanzgras, Stumpfblättriger Ampfer,  Sumpf-Hornklee, Sumpf-Schachtelhalm, Sumpf-Vergissmeinnicht, Viersamige Wicke, Wasser-Knöterich, Weißes Straußgras, Wolliges Honiggras und Wald-Engelwurz.